# Pseudione confusa
Pseudione confusa is een pissebed uit de familie Bopyridae. De wetenschappelijke naam van de soort is voor het eerst geldig gepubliceerd in 1886 door Norman.